# Glaciar do Monte Branco
O glaciar do Monte Branco (em italiano:  Ghiacciaio del Monte Bianco) faz parte do maciço do Monte Branco, e encontra-se no vale Veny, do Vale de Aosta, na Itália. 
O glaciar que está exposto a Sudoeste do maciço na vertente valdostana, tem origem na Ponta Pfann a 3 980 metros de altitude, e termina no glaciar de Miage, a 2 400 m.